# Коханівка (Берестинський район)
Кохані́вка —  село в Україні, у Берестинському районі Харківської області. Населення становить 290 осіб. Орган місцевого самоврядування — Бессарабівська сільська рада.
Після ліквідації Кегичівського району 19 липня 2020 року село увійшло до Красноградського (Берестинського) району.

## Географія
Село Коханівка знаходиться на річці Багата, вище за течією на відстані 3 км розташоване село Писарівка, нижче за течією примикає село Бессарабівка. Річка в цьому місці пересихає, на річці є загата. Через село проходить автомобільна дорога Т 2110.

## Історія
- 1880 - дата заснування.

## Економіка
- Молочно-товарна і птахо-товарна ферми.

## Об'єкти соціальної сфери
- Школа.
- Клуб.